# سول ستار
سول ستار (بالإنجليزية: Sol Star) هو رائد أعمال وسياسي أمريكي، ولد في 20 ديسمبر 1840 في الاتحاد الألماني، وتوفي في 10 أكتوبر 1917 في ديدوود في الولايات المتحدة. حزبياً، نشط في الحزب الجمهوري. وقد انتخب عضو داكوتا الجنوبية البيت النواب.